# 大兵小將
《大兵小將》，2010年上映的電影，成龍編劇兼主演、丁晟導演。電影由2009年2月在中國大陸開拍，直至2009年12月殺青。本部電影故事源自成龍二十年前的構想。

## 劇情
戰國後期，各國統治者為了爭奪霸權接連引發戰爭。梁國與衛國大軍經過一夜激戰，雙方幾近全軍覆沒，僅餘一名梁國小兵及衛國將軍倖存。小兵裝死得以存活，並計畫將重傷的將軍擄回梁國，希望能因此得到獎賞。小兵本是普通農民，但三兄弟都被迫加入軍隊，結果親人先後陣亡，為此讓小兵厭惡戰爭，期望藉由俘虜衛國將軍，脫離兵役，重返以往寧靜的農耕生活。將軍本身是衛國王子，因為這次戰敗無顏回國面對父老，隨小兵一同踏上前向梁國的漫長旅途。

## 演員
| 演 員  | 角 色    |
| 成 龍  | 梁國士兵 |
| 王力宏 | 衛國將軍 |
| 劉承俊 | 文公子   |
| 林 鵬  | 歌 姬    |
| 杜玉明 | 侍卫武   |
| 徐冬梅 | 楼凡艳   |
| 晋 松  | 楼凡威   |
| 卢惠光 | 侍卫勇   |
| 于荣光 | 副将豫   |
| 王宝强 | 探 报    |
| 吴 樾  | 劫 匪    |

## 外部連結
- 大兵小將官方網站 （简体中文）
- Yahoo奇摩電影上《大兵小將》的資料（繁體中文）
- MSN娛樂上《大兵小將》的資料（繁體中文）

- 開眼電影網上《大兵小將》的資料（繁體中文）
- 豆瓣电影上《大兵小將》的資料 （简体中文）
- 时光网上《大兵小將》的資料（简体中文）
- AllMovie上《大兵小將》的资料（英文）
- 爛番茄上《大兵小將》的資料（英文）
- 香港影庫上《大兵小將》的資料（繁體中文）
- 互联网电影数据库（IMDb）上《大兵小將》的资料（英文）